# NGC 3897
NGC 3897 est une vaste galaxie spirale barrée située dans la constellation de la Grande Ourse. NGC 3897 a été découverte par l'astronome germano-britannique William Herschel en 1785.

## Caractéristiques
La classe de luminosité de NGC 3897 est II-III et elle présente une large raie HI. Selon la base de données Simbad, NGC 3897 est une galaxie LINER, c'est-à-dire une galaxie dont le noyau présente un spectre d'émission caractérisé par de larges raies d'atomes faiblement ionisés.

### Distance
Sa vitesse par rapport au fond diffus cosmologique est de 6 660 ± 19 km/s, ce qui correspond à une distance de Hubble de 98,2 ± 6,9 Mpc (∼320 millions d'al).

### Brillance de surface
En raison d'une brillance de surface égale à 14,29 mag/am2, on peut qualifier NGC 3897 de galaxie à faible brillance de surface (LSB en anglais pour low surface brightness). Les galaxies LSB sont des galaxies diffuses (D) avec une brillance de surface inférieure de moins d'une magnitude à celle du ciel nocturne ambiant.